# Claude Wesly
Pour les articles homonymes, voir Wesly.
Claude Wesly est un plongeur français né à Malo-les-Bains le 28 janvier 1930 et mort le 20 novembre 2016 à Marseille. Il est le premier homme à avoir vécu et travaillé sous la mer (avec Albert Falco) dans le cadre de la mission Précontinent.

## Biographie
Il commence sa carrière de plongeur après avoir rencontré le commandant Jacques-Yves Cousteau. Ce dernier le fait participer avec Albert Falco aux expériences sous-marines dites Précontinent (I, II et III).
Fort de cette expérience, il est amené à participer et collaborer partout dans le monde à des expériences de plongée professionnelles et scientifiques. Ses activités avec l'Équipe Cousteau lui ont permis de participer à de nombreuses missions autant à bord de l'Alcyone que de la Calypso. La dernière en date étant la mission sur Shab Roumi pour observer les restes de la seconde maison sous-marine et du projet Précontinent II. 
De 1965 à 1969, toujours sous la direction du commandant Cousteau, il est chef-plongeur du musée océanographique de Monaco. En 1970, la Nasa fait appel à lui pour participer à son programme de maisons sous-marines. De retour en France, Claude Wesly travaille à la Comex aux côtés d’Henri Germain Delauze : il passe notamment 14 jours à 120 mètres de profondeur.
En 1981, il s’investit dans la FFESSM où il devient cadre national et conférencier. En 1999, il dirige l'équipe Cousteau sur le Saint-Laurent au Canada. Retraité, il devient membre, conférencier et jury à l'INPP ainsi qu’à la fondation Cousteau.

## Ouvrage
- Maurice Dessemond et Claude Wesly, Les Hommes De Cousteau, Le Pré Aux Clercs, 1997